# نیروی دریایی آفریقای جنوبی
نیروی دریایی آفریقای جنوبی (انگلیسی: South African Navy) نیروی دریایی زیرمجموعه نیروی دفاع ملی آفریقای جنوبی است، که در سال ۱۸۶۱ تأسیس شد.